# Bahnhof Takaosanguchi
Der Bahnhof Takaosanguchi (jap. 高尾山口駅, Takaosanguchi-eki) ist ein Bahnhof auf der japanischen Insel Honshū. Er wird von der Bahngesellschaft Keiō Dentetsu betrieben und befindet sich in der Präfektur Tokio auf dem Gebiet der Stadt Hachiōji.

## Beschreibung
Takaosanguchi ist die westliche Endstation der Keiō Takao-Linie und zugleich der am westlichsten gelegene Bahnhof des Streckennetzes von Keiō Dentetsu. An Werktagen werden sechs bis acht Züge je Stunde angeboten, wobei fast alle in Kitano auf die anschließende Keiō-Linie in Richtung Shinjuku übergeleitet werden oder von dort herkommen. Neben Nahverkehrszügen mit Halt an allen Bahnhöfen gibt es auch zahlreiche Schnellzüge. Aufgrund des regen Ausflugsverkehrs ist die Zahl der angebotenen Schnellzüge an Wochenenden und Feiertagen höher. Auf dem Bahnhofsvorplatz befindet sich eine Bushaltestelle, die von vier Linien der Gesellschaften Kanagawa Chūō Kōtsū und Keiō Bus Minami bedient wird. In rund 250 Metern Entfernung befinden sich die Talstationen einer Standseilbahn und eines Sesselliftes des Unternehmens Takao Tozan Dentetsu auf den touristisch bedeutenden Berg Takao.
Der Kopfbahnhof befindet sich im Stadtteil Takaomachi im Tal des Annai und ist von Norden nach Süden ausgerichtet. Er besitzt zwei stumpf endende Gleise an einem überdachten Mittelbahnsteig. Treppen und ein Aufzug führen hinunter zur Unterführung. Diese stellt die Verbindung zum Empfangsgebäude an der Ostseite der Anlage her. Das vom bekannten Architekten Kengo Kuma entworfene Bauwerk verwendet Zedernholz aus der Umgebung, die Form des Daches ist jener der Tempelanlage Yakuō-in auf dem Takao nachempfunden.
Im Fiskaljahr 2018 nutzten durchschnittlich 11.352 Fahrgäste täglich den Bahnhof.

## Gleise
| 1/2 | ▉ Keiō Takao-Linie | Kitano • Fuchū • Chōfu • Meidaimae • Shinjuku |

## Bilder

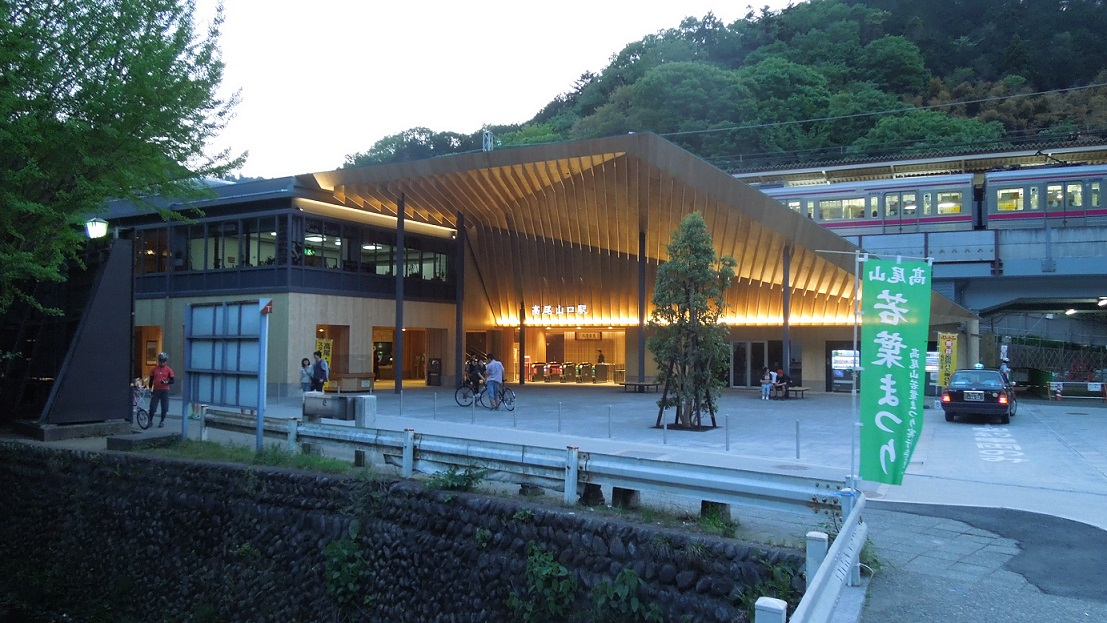
Ansicht von der Brücke über den Annai
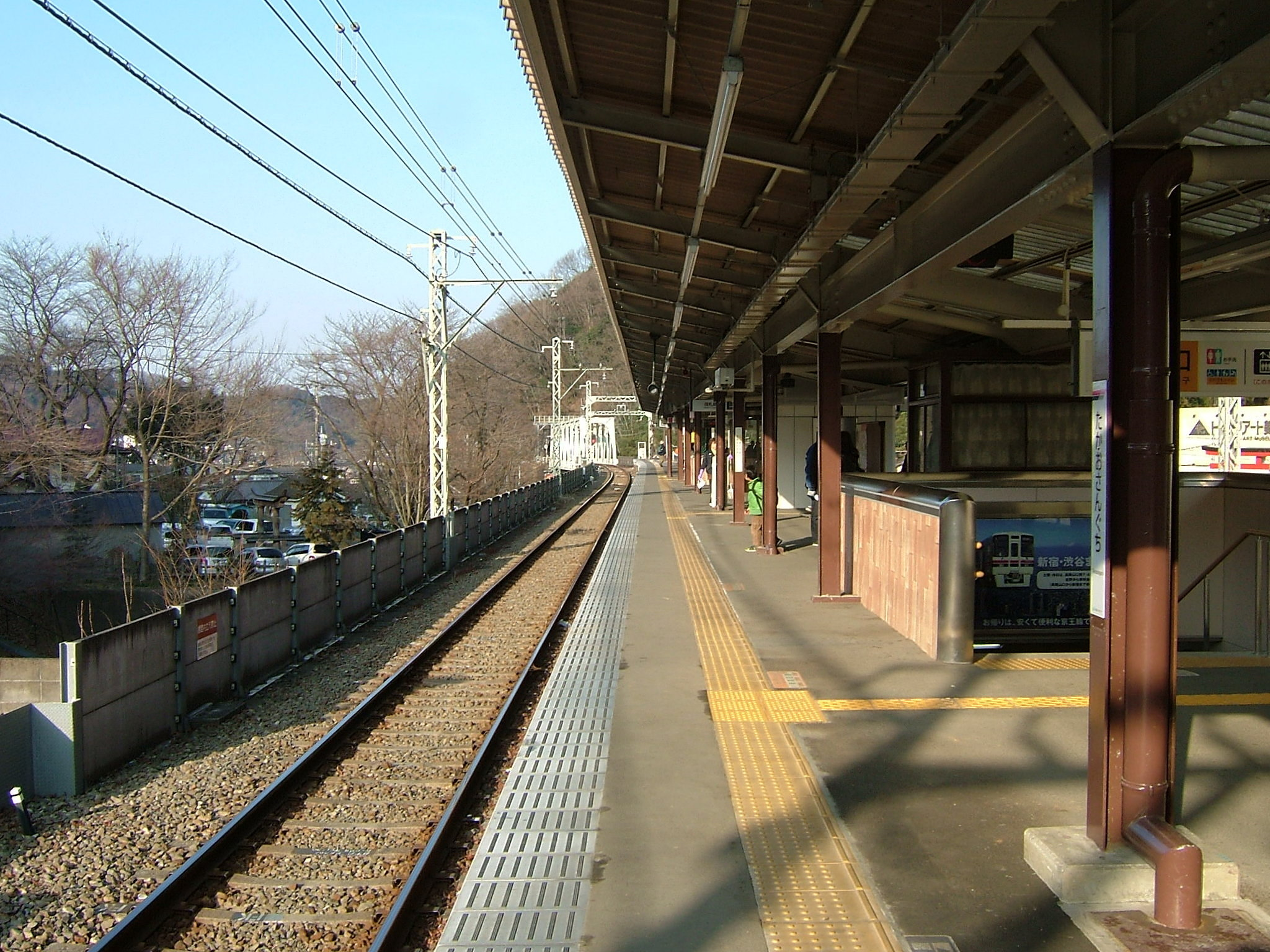
Blick auf den Bahnsteig
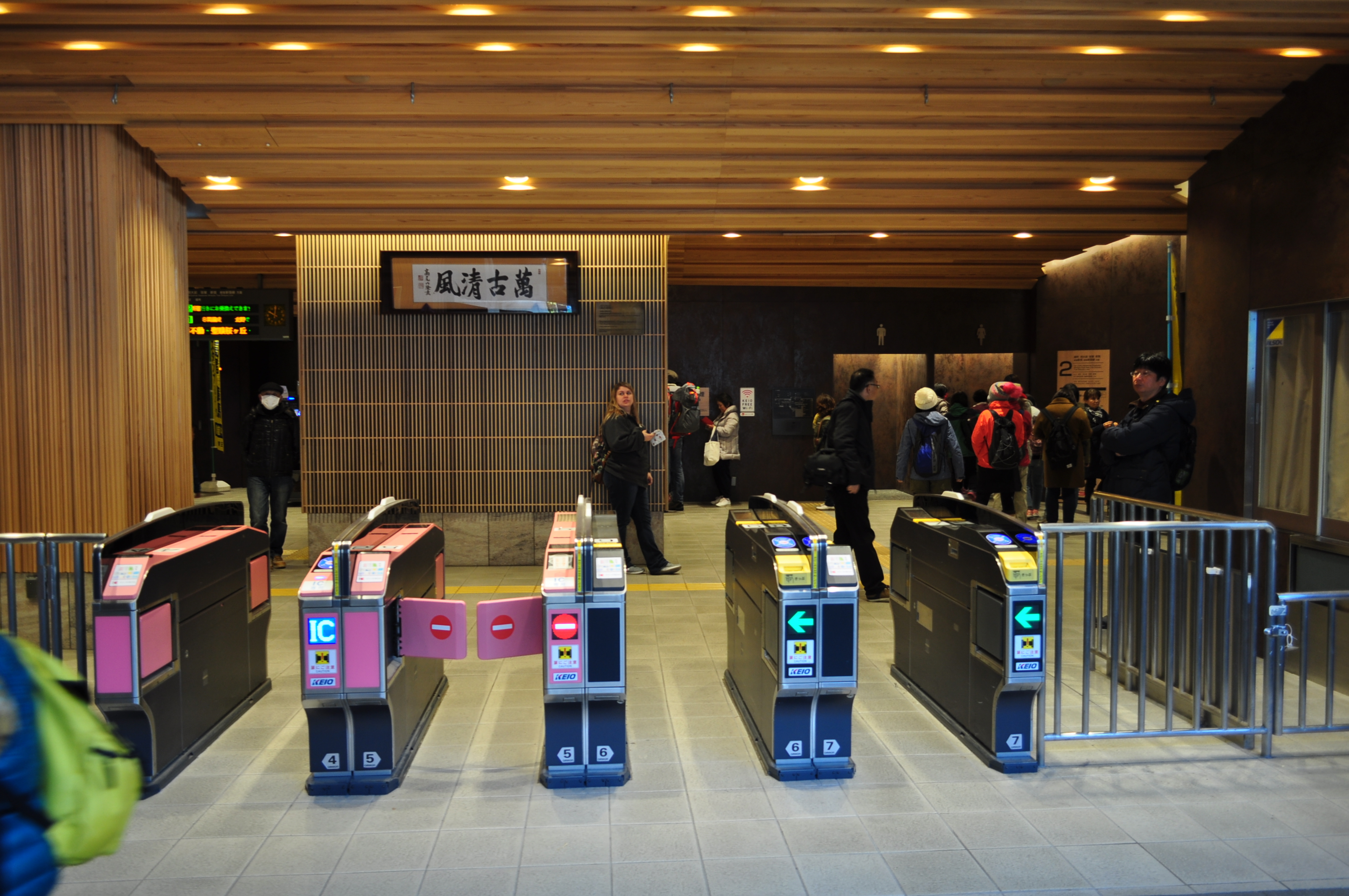
Bahnsteigsperren
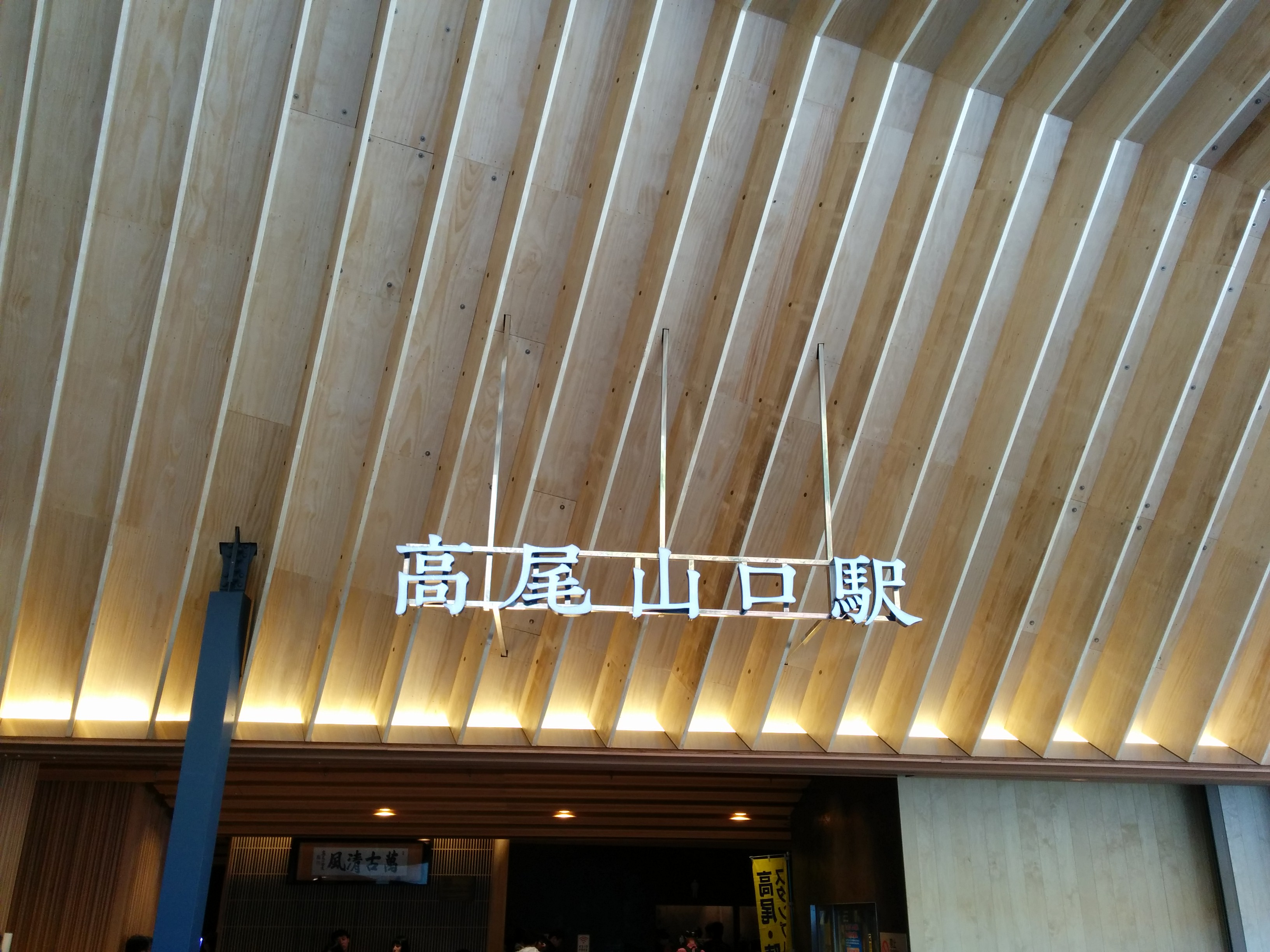
Detail der hölzernen Dachkonstruktion
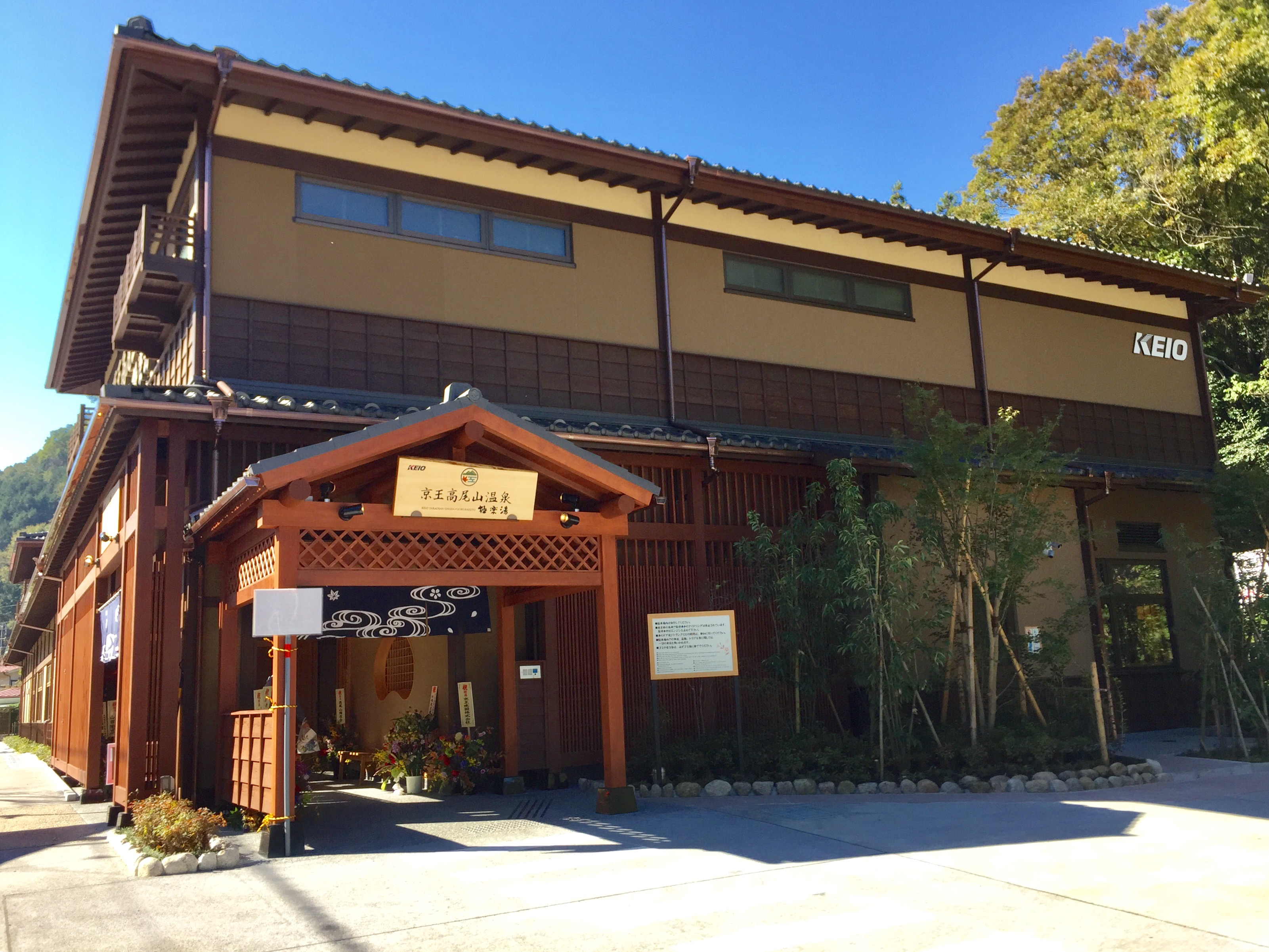
Keio Takaosan Onsen Gokurakuyu (Bau neben dem Bahnhof)

## Linien
| Verlauf der Keiō Takao-Linie                                                 |
| ---------------------------------------------------------------------------- |
| Kitano • Keiō-Katakura • Yamada • Mejirodai • Hazama • Takao • Takaosanguchi |

## Geschichte
Die Eröffnung des Bahnhofs erfolgte am 1. Oktober 1967 zusammen mit der gesamten Keiō Takao-Linie. Mit ihr sollten neu entstehende Wohngebiete im Süden von Hachiōji an das Keiō-Streckennetz angebunden und der Ausflugsverkehr auf den Takao angekurbelt werden. Sie trat damit an die Stelle der Straßenbahnlinie der Musashi Chūō Denki Tetsudō, die von 1929 bis 1939 in Betrieb war. Nach fast einem halben Jahrhundert wurde das ursprüngliche Empfangsgebäude erneuert und umgebaut, die Arbeiten waren im April 2015 abgeschlossen.